# 馬達奇山

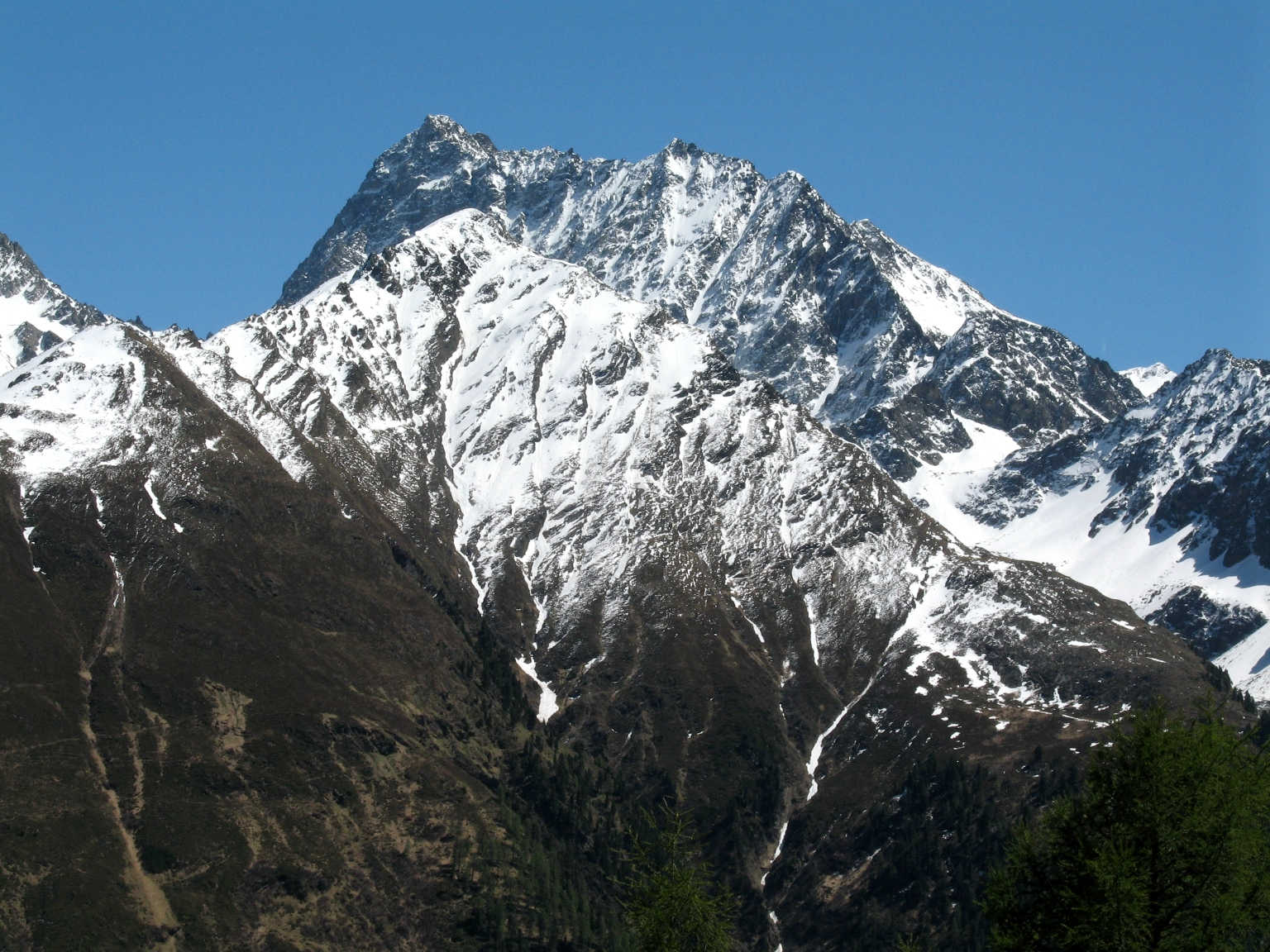

47°0′27″N 10°46′8″E / 47.00750°N 10.76889°E
馬達奇山（德語：Madatschkopf），是奧地利的山峰，位於該國西部蒂羅爾州，由蘭德克縣負責管轄，屬於奧茨塔爾阿爾卑斯山脈的一部分，海拔高度2,783米。